# Polyplectron inopinatum
Polyplectron inopinatum là một loài chim trong họ Phasianidae.